# Danival Milagres Coelho

Bischofswappen von Danival Milagres Coelho

Danival Milagres Coelho (* 4. September 1976 in Senhora dos Remédios, Minas Gerais) ist ein brasilianischer römisch-katholischer Geistlicher und Weihbischof in Goiânia.

## Leben
Danival Milagres Coelho besuchte die Grundschule in Senhora dos Remédios und von 1992 bis 1994 das Kleine Seminar Nossa Senhora da Assunção in Mariana. Anschließend studierte er Philosophie (1995–1997) und Katholische Theologie (1998–2001) am Priesterseminar São José in Mariana. Er wurde am 10. November 2001 zum Diakon geweiht und empfing 29. Juni 2002 in Senhora dos Remédios durch den Erzbischof von Mariana, Luciano Pedro Mendes de Almeida SJ, das Sakrament der Priesterweihe für das Erzbistum Mariana.
Nach der Priesterweihe war Danival Milagres Coelho zunächst kurzzeitig als Pfarrvikar der Pfarrei São José Operário in Barbacena tätig, bevor er 2002 Pfarrer der Pfarrei Sant’Ana in Carandaí wurde. Von 2002 bis 2005 wirkte er zusätzlich in der Priesterausbildung am propädeutischen Seminar des Erzbistums Mariana und koordinierte die Berufungspastoral. 2005 wurde er für weiterführende Studien nach Rom entsandt, wo er 2008 an der Päpstlichen Universität Gregoriana mit einer von Massimo Grilli betreuten Arbeit ein Lizenziat im Fach Biblische Theologie erwarb. Nach der Rückkehr in seine Heimat war Danival Milagres Coelho von 2008 bis 2017 Pfarrvikar der Pfarrei Nossa Senhora do Pilar und 2009 kurzzeitig deren Pfarradministrator. Zudem fungierte er von 2009 bis 2011 als Spiritual am Priesterseminar São José in Mariana und von 2016 bis 2019 als Koordinator für die Hochschulseelsorge. Ferner leitete er von 2011 bis 2015 das Theologische Institut des Erzbistums Mariana und von 2015 bis 2017 das Philosophische Institut. Ab 2017 war Danival Milagres Coelho Pfarrer der Pfarrei Nossa Senhora da Piedade in Barbacena und ab 2019 zusätzlich Generalvikar des Erzbistums Mariana. Daneben lehrte er Biblische Exegese am Priesterseminar São José und wirkte als Vernehmungsrichter am diözesanen Kirchengericht. Darüber hinaus gehörte er dem Bischofsrat, dem Priesterrat und dem Konsultorenkollegium des Erzbistums an. Außerdem fungierte er als Kirchenanwalt im Seligsprechungsverfahren für José Silvério Horta und als Kaplan der Militärpolizei in Barbacena.
Am 2. Februar 2024 ernannte ihn Papst Franziskus zum Titularbischof von Vatarba und zum Weihbischof in Goiânia. Der Erzbischof von Goiânia, João Justino de Medeiros Silva, spendete ihm am 6. April desselben Jahres in der Basilika São José Operário in Barbacena die Bischofsweihe; Mitkonsekratoren waren der Erzbischof von Mariana, Airton José dos Santos, und der Bischof von União da Vitória, Walter Jorge Pinto. Sein Wahlspruch Manete in dilectione mea („Bleibt in meiner Liebe“) stammt aus Joh 15,9 .

## Schriften
- Hino Cristológico da Carta aos Efésios (Ef 1,3–14). Brasilianische Bischofskonferenz, Brasília 2009 (org.br).
- Visão bíblico-teológica da Encíclica ‚Deus caritas est‘ do Papa Bento XVI. In: Revista de Filosofia e Teologia. Band 1, 2011, S. 120–143.